# Liste der Kulturdenkmäler in Gau-Köngernheim
In der Liste der Kulturdenkmäler in Gau-Köngernheim sind alle Kulturdenkmäler des rheinland-pfälzischen Ortsteils Gau-Köngernheim der Ortsgemeinde Gau-Odernheim aufgeführt. Grundlage ist die Denkmalliste des Landes Rheinland-Pfalz (Stand: 25. März 2025).

## Einzeldenkmäler
| Bezeichnung             | Lage               | Baujahr         | Beschreibung | Bild |
| ----------------------- | ------------------ | --------------- | --- | ---- |
| Evangelische Kirche     | Bergstraße 1 Lage  | 18. Jahrhundert | barocker Bruchsteinsaal, wohl aus dem 18. Jahrhundert, im Kern älter, Turm von 1828; auf dem Kirchhof: Grabmal Maria Stark geb. Seitz († 1862), antikische Bekrönung; Grabmal Margaretha Dauth geb. Einsfeld († 1858), Giebelaufsatz zwischen Akroteren; Grabmal Jean Wörner († 1863), neugotische Rundbogenstele mit Maßwerkblende; Grabmal Evagatha Seitz, geb. Balz († 1841), kräftiger, allseitig beschrifteter Pfeiler | BW   |
| Evangelisches Pfarrhaus | Schulstraße 6 Lage | 1770            | ehemaliges evangelisches Pfarrhaus; eingeschossiger abgewalmter Mansarddachbau, 1770 | BW   |